# Organisation de coopération spatiale Asie-Pacifique
L'Organisation de coopération spatiale Asie-Pacifique (en anglais : Asia-Pacific Space Cooperation Organization, APSCO) est une agence spatiale intergouvernementale chargée de la coopération des programmes spatiaux des États membres se situant dans la zone Asie-Pacifique. Elle comprend lors de sa création en 2008 sept États, dont six en Asie et un en Amérique du Sud.

## Historique
En février 1992, une convention trilatérale, la Coopération multilatérale Asie-Pacifique dans la technologie spatiale et ses applications (en anglais : Asia-Pacific Multilateral Cooperation in Space Technology and Applications, AP-MCSTA) est signée entre la République populaire de Chine, le Pakistan  et la Thaïlande, dans l’objectif d’établir une coopération de développement spatial pacifique entre les pays de la zone Asie-Pacifique.
Sept ateliers et conférences internationales ont été organisés par l’AP-MCSTA entre 1994 en 2003, respectivement en Thaïlande, au Pakistan, en Corée du Sud, à Bahreïn, en Iran, en Chine et en Thaïlande, à la suite desquels il a été décidé de transformer cette initiative en une organisation permanente nommée Organisation de coopération spatiale Asie-Pacifique.
La convention établissant l’APSCO a été finalisée en novembre 2003 et la cérémonie de signature s’est tenue à Pékin le 28 octobre 2005, en présence des ministres et représentants accrédités de neuf pays de la région : Bangladesh, Chine, Indonésie, Iran, Mongolie, Pakistan, Pérou, Thaïlande et Turquie. 
L'Indonésie et la Turquie, bien qu'ayant signé ladite convention, ne font pas partie des États membres de cet organisme en 2010. 
Cinq autres nations, l'Argentine, le Brésil, les Philippines, la Russie et l'Ukraine, ont joint l'APSCO avec le statut d'observateur en 2006.
Cette convention stipule que l’APSCO sera opérationnelle dès lors qu’au moins cinq États l’auront ratifiée, ce qui fut fait le mardi 16 décembre 2008, permettant ainsi la mise en place officielle du Conseil de l’APSCO.
En 2010, l'organisation définit dix projets de construction et lancement de satellites de recherche et de télécommunications de 500  à   600 kg.

## Agences et administrations membres
En février 2016 :
- Bangladesh : Space Research and Remote Sensing Organization (en)
- Chine : Administration spatiale nationale chinoise
- Iran : Agence spatiale iranienne
- Mongolie : Information, Communications Technology and Post Authority
- Pakistan : Commission de recherche sur l'espace et la haute atmosphère
- Pérou : Comisión Nacional de Investigación y Desarrollo Aeroespacial
- Thaïlande : Ministry of Information and Communication Technology
- Turquie :  Institut de recherche en technologies spatiales Türkiye